# St. Margaretha (Płowęż)

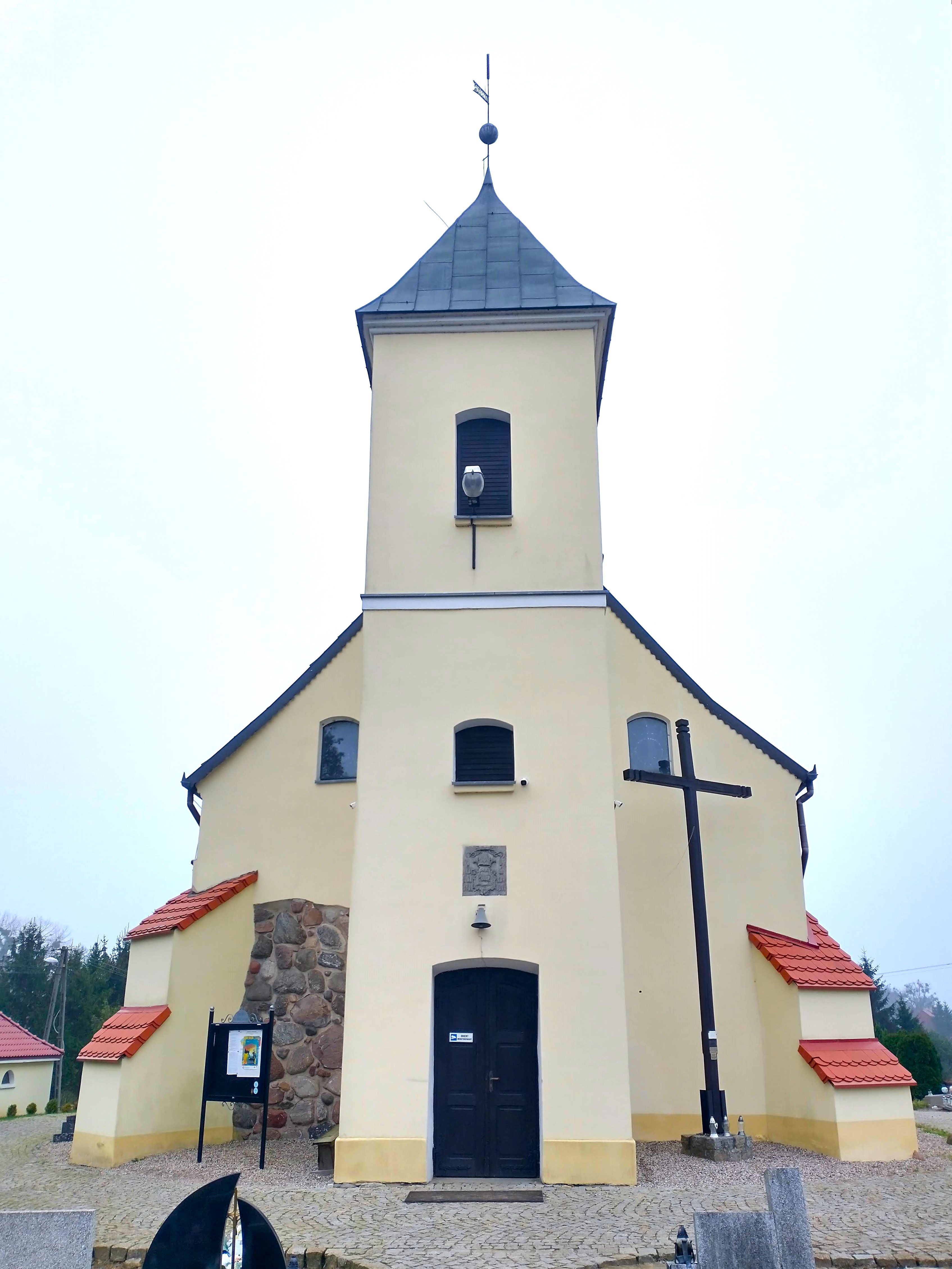
St. Margaretha

Die römisch-katholische Kirche St. Margaretha in Płowęż in der Gmina Jabłonowo Pomorskie (deutsch Groß Plewenz), Woiwodschaft Kujawien-Pommern in Polen stammt aus der Zeit des Deutschen Ordens.

## Geschichte
Die Kirche ist ein frühes Beispiel für einen schlichten, ungewölbten Saalbau mit Strebepfeilern und gilt als eine der ältesten Landkirchen der Region.
Die erste urkundliche Erwähnung der Kirche erfolgte im Jahr 1222 im Vertrag von Lonyz, wo auch eine Burg in der Nähe erwähnt wurde. Im Jahr 1257 wird erstmals ein Pfarrer, Jacobus, erwähnt. Die Kirche wurde wohl um das Ende des 13. Jahrhunderts erbaut. Während des Kriegs 1414 erlitt die Kirche Schäden in Höhe von 100 Mark, und die sogenannten „Zirage“ wurden besonders schwer getroffen. Im Jahr 1820 fand eine umfassende Restaurierung statt, bei der die Kirche verputzt wurde. Heute zeigt lediglich ein freigelegter Abschnitt der Westmauer das mittelalterliche Feldsteinmauerwerk.

## Bauwerk
Die Pfarrkirche St. Margaretha ist ein einfacher, ungewölbter Saalbau, der durch lange Proportionen und die massiven Strebepfeiler an den Kanten geprägt ist. Die Bauweise und das Material, hauptsächlich Feldstein, verleihen dem Bauwerk eine schlichte und robuste Erscheinung. Der Saalbau ist in Feldstein ausgeführt, wobei die Außenmauern durch massive und niedrige Strebepfeiler verstärkt werden, die an den Kanten schräg verlaufen. Die schlichte Sakristei befindet sich an der Nordostseite der Kirche.